# Municipio 8 (Arkansas)
El municipio 8 (en inglés: Township 8) es un municipio ubicado en el condado de Benton en el estado estadounidense de Arkansas. En el año 2010 tenía una población de 12637 habitantes y una densidad poblacional de 607,77 personas por km².

## Geografía
El municipio 8 se encuentra ubicado en las coordenadas 36°22′49″N 94°12′2″O / 36.38028, -94.20056. Según la Oficina del Censo de los Estados Unidos, el municipio tiene una superficie total de 20.79 km², de la cual 20.77 km² corresponden a tierra firme y (0.1%) 0.02 km² es agua.

## Demografía
Según el censo de 2010, había 12637 personas residiendo en el municipio 8. La densidad de población era de 607,77 hab./km². De los 12637 habitantes, el municipio 8 estaba compuesto por el 83.81% blancos, el 2.14% eran afroamericanos, el 1.36% eran amerindios, el 5.56% eran asiáticos, el 0.22% eran isleños del Pacífico, el 4.38% eran de otras razas y el 2.53% pertenecían a dos o más razas. Del total de la población el 8.67% eran hispanos o latinos de cualquier raza.